# Quebec Open 1973
Il Quebec Open 1973 è stato un torneo di tennis giocato sul cemento indoor. È stata la 3ª e ultima edizione del torneo, facente parte del Commercial Union Assurance Grand Prix 1973. Il torneo si è giocato a Quebec in Canada dal 1° all'8 ottobre 1973.

## Campioni

### Singolare maschile
Jimmy Connors ha battuto in finale  Marty Riessen con il punteggio di 6–1, 6–4, 6–7, 6–0

### Doppio maschile
Bob Carmichael /  Frew McMillan hanno battuto in finale  Jimmy Connors /  Marty Riessen con il punteggio di 6–2, 7–6